# White Fox
White Fox (株式会社 WHITE FOX, Kabushiki gaisha Howaito Fokkusu) est un studio d'animation japonaise situé à Suginami dans la préfecture de Tokyo, au Japon.

## Histoire
Le studio a été fondé en avril 2007 par le producteur Gaku Iwasa et regroupe l'essentiel du personnel de la Team Iwasa, ancienne subdivision du studio OLM.
En octobre 2019, White Fox et la société de production EGG FIRM ont annoncé qu'ils ont investi dans un nouveau studio d'animation appelé Studio Bind, fondé en novembre 2018, qui est chargé de l'adaptation de la série Mushoku Tensei,.

## Production

### Séries télévisées
| Année | Titre                                                      | Dates de 1re diffusion | Dates de 1re diffusion | Nb. éps. | Notes |
| Année | Titre                                                      | Début                  | Fin                    | Nb. éps. | Notes |
| ----- | ---------------------------------------------------------- | ---------------------- | ---------------------- | -------- | --- |
| 2009  | Tears to Tiara (en)                                        | 5 avril 2009           | 27 septembre 2009      | 26       | Basée sur un jeu pour adulte développé par Leaf.                                                                |
| 2010  | Katanagatari                                               | 25 janvier 2010        | 10 décembre 2010       | 12       | Basée sur une série de light novel écrite par Nishio Ishin et illustrée par Take.                               |
| 2011  | Steins;Gate                                                | 6 avril 2011           | 14 septembre 2011      | 24       | Basée sur un visual novel développé par 5pb. et Nitroplus.                                                      |
| 2012  | Jormungand                                                 | 10 avril 2012          | 26 juin 2012           | 12       | Basée sur une série de manga écrite et dessinée par Keitarō Takahashi.                                          |
| 2012  | Jormungand: Perfect Order                                  | 9 octobre 2012         | 25 décembre 2012       | 12       | Seconde saison de Jormungand.                                                                                   |
| 2013  | Hataraku maō-sama!                                         | 4 avril 2013           | 27 juin 2013           | 13       | Basée sur une série de light novel écrite par Satoshi Wagahara et illustrée par 029.                            |
| 2014  | SoniAni: Super Sonico The Animation                        | 6 janvier 2014         | 24 mars 2014           | 12       | Basée sur la franchise développée par Nitroplus.                                                                |
| 2014  | Gochūmon wa usagi desu ka?                                 | 10 avril 2014          | 26 juin 2014           | 12       | Basée sur une série de yonkoma écrite et dessinée par Koi.                                                      |
| 2014  | Red Eyes Sword: Akame ga Kill!                             | 7 juillet 2014         | 15 décembre 2014       | 24       | Basée sur une série de manga écrite et dessinée par Takahiro.                                                   |
| 2015  | Utawarerumono: Itsuwari no kamen                           | 4 octobre 2015         | 27 mars 2016           | 25       | Basée sur un jeu pour adulte développé par Leaf.                                                                |
| 2015  | Gochūmon wa usagi desu ka??                                | 10 octobre 2015        | 26 décembre 2015       | 12       | Suite de Gochūmon wa usagi desu ka? ; coproduite avec Kinema Citrus.                                            |
| 2016  | Re:Zero                                                    | 4 avril 2016           | 19 septembre 2016      | 25       | Basée sur une série de light novel écrite par Tappei Nagatsuki et illustrée par Shinichirou Otsuka.             |
| 2016  | Sōshin shōjo Matoi (en)                                    | 4 octobre 2016         | 20 décembre 2016       | 12       | Œuvre originale écrite par Yōsuke Kuroda.                                                                       |
| 2017  | Grimoire of Zero                                           | 10 avril 2017          | 26 juin 2017           | 12       | Basée sur une série de light novel écrite par Kakeru Kobashiri et illustrée par Yoshinori Shizuma.              |
| 2017  | Girls' Last Tour                                           | 6 octobre 2017         | 22 décembre 2017       | 12       | Basée sur une série de manga écrite et dessinée par Tsukumizu.                                                  |
| 2018  | Steins;Gate 0                                              | 12 avril 2018          | 27 septembre 2018      | 23       | Basée sur un visual novel développé par 5pb. et Nitroplus.                                                      |
| 2018  | Goblin Slayer                                              | 7 octobre 2018         | 30 décembre 2018       | 12       | Basée sur une série de light novel écrite par Kumo Kagyu et illustrée par Noboru Kannatuki.                     |
| 2019  | Arifureta shokugyō de sekai saikyō                         | 8 juillet 2019         | 7 octobre 2019         | 12       | Basée sur une série de light novel écrite par Ryō Shirakome et illustrée par Takayaki ; coproduite avec Asread. |
| 2019  | Cautious Hero: The Hero is Overpowered but Overly Cautious | 2 octobre 2019         | 27 décembre 2019       | 12       | Basée sur une série de light novel écrite par Light Tuchihi.                                                    |
| 2020  | Re:Zero II                                                 | 8 juillet 2020         | 24 mars 2021           | 25       | Suite de Re:Zero.                                                                                               |
| 2022  | Utawarerumono: Mask of Truth                               | 3 juillet 2022         | 25 décembre 2022       | 28       | Basée sur le RPG tactique Utawareru mono.                                                                       |
| 2024  | Sengoku Youko                                              | 11 janvier 2024        | 4 avril 2024           | 13       | Basée sur le manga du même nom de Satoshi Mizukami.                                                             |
| 2024  | Sengoku Youko (Saison 2)                                   | 18 juillet 2024        | 26 décembre 2024       | 22       | Seconde saison de Sengoku Youko.                                                                                |
| 2024  | Re:Zero III                                                | 2 octobre 2024         | 26 mars 2025           | 16       | Troisième saison de Re:Zero.                                                                                    |

### OVA/ONA
| Année | Titre                                                                       | Date(s) de sortie                  | Notes |
| ----- | --------------------------------------------------------------------------- | ---------------------------------- | --- |
| 2012  | Steins;Gate: Egoistic Poriomania                                            | 22 février 2012                    | Episode inédit de Steins;Gate. |
| 2013  | DPR: Dual-frequency Precipitation Radar                                     | 17 octobre 2013                    | Production d'un épisode animée en collaboration avec la NASA et la JAXA en rapport avec la mission spatiale américano-japonaise Global Precipitation Measurement Core Observatory. |
| 2014  | Steins;Gate: Sōmei Eichi no Cognitive Computing                             | 14 octobre 2014 - 11 novembre 2014 | Production de 4 épisodes courts basé sur Steins;Gate. |
| 2015  | Steins;Gate: Open the Missing Link                                          | 2 décembre 2015                    | Version alternatif de l'épisode 23 de l'anime Steins;Gate. |
| 2018  | Utawarerumono: Tusukuru-kōjo no Karei Naru Hibi                             | 26 avril 2018                      | Paru avec l'édition limitée du jeu Utawarerumono: Chiriyukumono e no Komoriuta sur PS4/PS Vita.                                                                                    |
| 2018  | Re:Zero − Starting Life in Another World: Memory Snow                       | 6 octobre 2018                     | Episode prenant place entre les épisodes 11 et 12 de la saison 1. |
| 2018  | Steins;Gate 0: Valentine's of Crystal Polymorphism -Bittersweet Intermedio- | 21 décembre 2018                   | Episode inédit de Steins;Gate 0. |
| 2019  | Re:Zero − Starting Life in Another World: Hyōketsu no Kizuna                | 8 novembre 2019                    | Préquelle de l'anime Re:Zero − Re:vivre dans un autre monde à partir de zéro. |
| 2019  | Arifureta: From Commonplace to World's Strongest                            | 25 novembre 2019 - 26 février 2020 | Episode inédit de l'anime Arifureta, co-animé avec le studio Asread. |

### Films d'animation
| Année | Titre                               | Date de sortie   | Notes                                 |
| ----- | ----------------------------------- | ---------------- | ------------------------------------- |
| 2013  | Steins;Gate: Fuka ryōiki no Déjà Vu | 20 avril 2013    | Suite de Steins;Gate.                 |
| 2018  | Peacemaker Kurogane: Belief         | 2 juin 2018      | Suite de Peacemaker Kurogane.         |
| 2018  | Peacemaker Kurogane: Friend         | 17 novembre 2018 | Suite de Peacemaker Kurogane: Belief. |
| 2020  | Goblin Slayer : Goblin's Crown      | 1er février 2020 | Suite de Goblin Slayer.               |